# نموذج العلوم الاجتماعية القياسي
تم تقديم مصطلح نموذج العلوم الاجتماعية القياسي (SSSM) أمام جمهور عريض في كتاب جون تووبي وليدا كومايدز المطبوع الذي صدر عام 1992 تحت عنوان العقل المُعدل (The Adapted Mind), واستخدم هذا المصطلح في وصف منظور «الصفحة البيضاء» أو المعلق الاجتماعي أو «أنصار الحتمية الثقافية» والذي يقولان بأنه أبرز النماذج النظرية في العلوم الاجتماعية على مدار تطورها خلال القرن العشرين. ووفقًا لهذا النموذج المزعوم، يكون العقل عبارة عن جهاز هدفه الإدراك ويتشكل كليًا تقريبًا بالثقافة.

## الأنصار المزعومون
ذكر ستيفن بينكر أسماء عدة علماء بارزين باعتبارهم مؤيدين لنموذج العلوم الاجتماعية القياسي، ومن بين تلك الأسماء فرانز بواس ومارجريت مياد وبورهوس فريدريك سكينر وريتشارد ليونتين وجون موني وستيفن جاي غولد.

## النموذج النظري البديل: النموذج المتكامل
يرى مؤلفا «العقل المُعدل»  أن نموذج العلوم الاجتماعية القياسي أصبح قديمًا وأن هناك نموذجًا متطورًا للعلوم الاجتماعية يقتضي نماذج تطورية مدروسة حول التفاعلية التي تغذيها الطبيعة وتقوم على النظرية الحوسبية الذهنية. ويشير تووبي وكومايدز إلى هذا النموذج الجديد باسم النموذج المتكامل (IM).
يقدم تووبي وكومايدز عدة مقارنات بين نموذج العلوم الاجتماعية التقليدي والنموذج المتكامل، ومن بينها المقارنة التالية:
| نموذج العلوم الاجتماعية القياسي                   | النموذج المتكامل                                                                      |
| ------------------------------------------------- | ------------------------------------------------------------------------------------- |
| يولد الإنسان مثل الصفحة البيضاء                   | يولد الإنسان بمجموعة من العوامل الانفعالية والتحفيزية والإدراكية الممكن تعديلها       |
|                                                   | العقل عبارة عن مجموعة من المعالجات المعيارية ذات النطاق الخاص                         |
| الثقافة أو التنشئة الاجتماعية تضبط السلوكيات      | تنتج السلوكيات عن التفاعلات بين الآليات النفسية المتطورة والتأثيرات الثقافية والبيئية |
| الثقافات حرة في تغيير أي اتجاه لأية صفة           | الثقافة نفسها تعتمد على الطبيعة البشرية العامة وتتقيد بها                             |
| علم الأحياء ليس مهمًا بدرجة نسبية في فهم السلوكيات | من المهم تحليل التفاعلات بين الطبيعة والتنشئة لفهم السلوكيات                          |

## الانتقادات
يقول ريتشاردسون (2007) إن علماء النفس التطوريين قد وضعوا نموذج العلوم الاجتماعية القياسي كـ أسلوب بلاغي: «تتجلى الحركة الأساسية في مختصر كومايدز وتووبي الأكثر عدائية حول علم النفس التطوري. فهم يريدوننا أن نتقبل الانقسام بين ما أسمياه» نموذج العلوم الاجتماعية القياسي«وبين» النموذج المتكامل السببي«الذي يفضلانه... وهذا يمثل تفرعًا مزيفًا بين رؤية ضعيفة بوضوح وبين رؤيتهم.» ويرى والاس (2010) أيضًا أن نموذج العلوم الاجتماعية القياسي يمثل تفرعًا مزيفًا ويقول إن «العلماء في تراث علم النفس التطوري يبالغون مبالغة كبيرة في بيان تأثير ومدى استمرارية ما يسمونه نموذج العلوم الاجتماعية القياسي (السلوكية بصورة أساسية)».
جيفري سامبسون يقول إن نموذج العلوم الاجتماعية القياسي يعتمد على مغالطة بهلوانية. ويرى ادعاء بينكر بأن هذا النموذج هو النموذج النظري السائد في العلوم الاجتماعية منذ عشرينيات القرن العشرين هو ادعاء «ضعيف تمامًا»؟ ويستشهد بسياسات التعليم البريطاني في القرن العشرين التي تقوم على اعتقاد أن الأطفال لديهم مواهب واحتياجات أصيلة، وهذا يتعارض مع تأكيد بينكر لفكرة أن العقل عبارة عن صفحة بيضاء فكرة شائعة. أضف إلى ذلك، أن سامبسون يذكر أن علماء مثل بينكر ممن يرتبطون بنموذج العلوم الاجتماعية القياسي مثل سكينر وواسطن ومياد، كانوا علماء مؤثرين، ولكن «أن تعرفهم باعتبارهم مسئولين عن الإيقاع العام للحياة الفكرية على مدار ثمانين عامًا فهذا أمر هزلي.» وبالمثل يرى نيل ليفي أن فكرة أن نموذج العلوم الاجتماعية القياسي الذي يوجه علماء النفس التطوري له الكثير من الانتقادات عبارة عن مغالطة بهلوانية. وأضاف أنه «ما من أحد - ولا حتى سنيكر وأتباعه - يؤمن بفكرة الصحيفة البيضاء التي وردت في عنوان بينكر.»
وجّهت هيلاري روز انتقادات لاستثناء تووبي وكوزمايدا العمدي لـ الاقتصاد والعلوم السياسية من نموذجهما والذي ترى روز أنه «يشابه استثناء علم النفس والكيمياء الحيوية من علوم الحياة.» وتقول أيضًا إن تووبي وكوزمايدا تجاهلا التطورات الحديثة والجهود التي بذلها علماء الاجتماع وعلماء علم الإنسان في دراسة العلوم الطبيعية والتقنية ليتهما العلوم الاجتماعية بأنها اجتزت نفسها من التخصصات الأكاديمية الأخرى. بالإضافة إلى ذلك، ترى روز أن تصوير تووبي وكوزمايدا للعماء مثل غولد وليونتين وستيفن روز وليون كامين باعتبارهم مؤيدين لهذا النموذج يعتمد على قراءة غير دقيقة لأعمال مثل كتاب قراءة خاطئة للإنسان (The Mismeasure of Man) وكتاب ليس في جيناتنا (Not in Our Genes) وهما كتابان يبحثان في التداخل بين علم الأحياء والبيئة.